# اکتور تاپیا (بازیکن فوتبال، زاده ۱۹۵۷)
اکتور تاپیا (اسپانیایی: Héctor Tapia‎؛ زادهٔ ۱۱ ژوئیهٔ ۱۹۵۷) بازیکن فوتبال اهل مکزیک است.
از باشگاه‌هایی که در آن بازی کرده‌است می‌توان به باشگاه فوتبال آمریکا و باشگاه فوتبال کروز آزول اشاره کرد.
وی همچنین در تیم ملی فوتبال مکزیک بازی کرده‌است.
وی در مسابقات کشوری و بین‌المللی در مجموع برندهٔ ۱ مدال طلا شده‌است.